# 志木駅

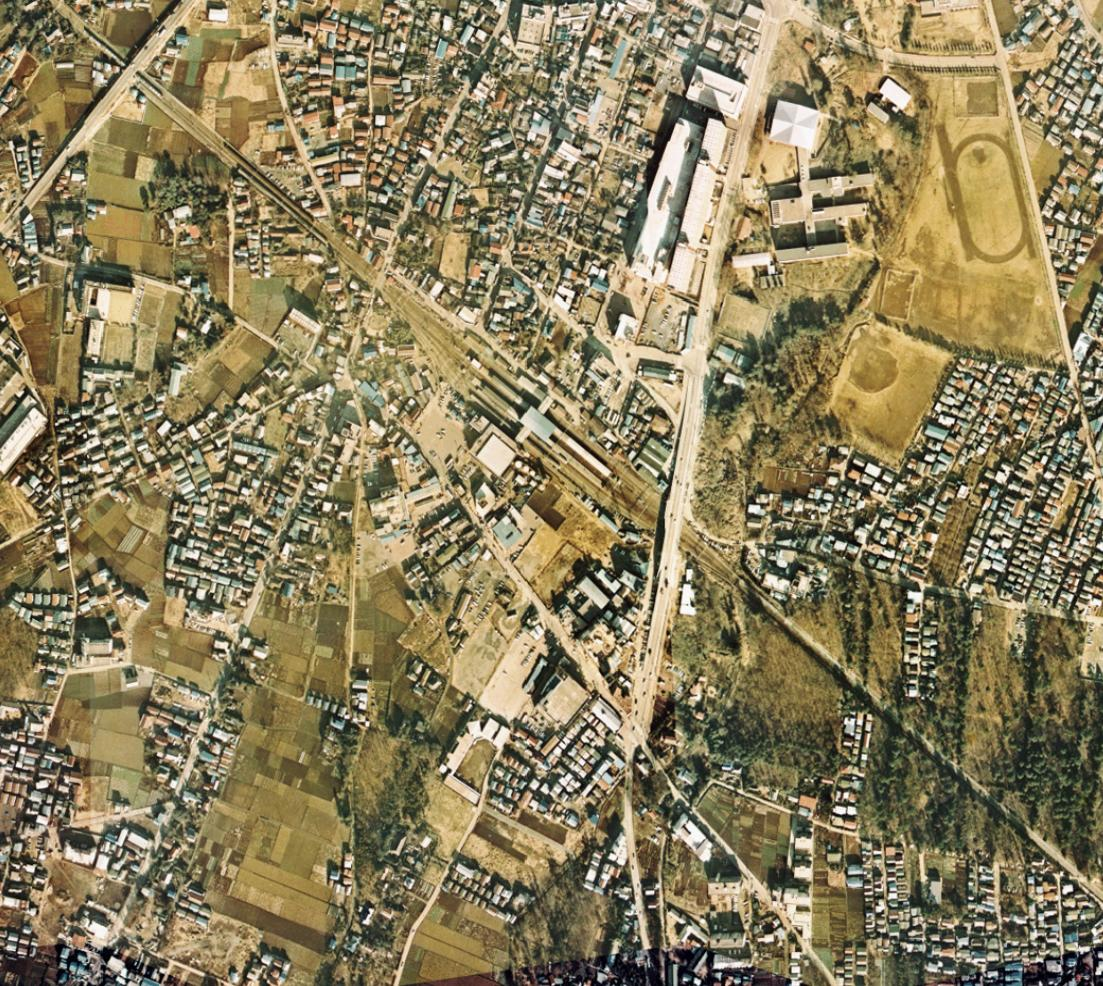
志木駅付近空中写真［1974年撮影 国土画像情報オルソ化空中写真（国土交通省）より］。
東口（旧：北口）も南口から伸びる東北通りもまだ整備されていない。

志木駅（しきえき）は、埼玉県新座市東北二丁目にある、東武鉄道東上本線の駅である。駅番号はTJ 14。

## 歴史
- 1914年（大正3年）5月1日：東上鉄道池袋 - 田面沢間開通と同時に開業[1][2]。当初は白子（現・和光市駅）から川越街道に並行して膝折・大和田を経て敷設される計画であったが、志木町の商人および沿線の有力者によって新河岸川（舟運）と南側の川越街道を避けるように現在の場所に建設された。当初は北口（現・東口）のみ設置された。
- 1920年（大正9年）7月22日：東上鉄道と東武鉄道の合併に伴い、東武東上本線の駅となる。
- 1929年（昭和4年）10月1日：池袋 - 川越市間が電化する[3]。
- 1937年（昭和12年）5月5日：成増駅 - 志木駅間が複線化する。
- 1954年（昭和29年）11月1日：志木 - 旧・みずほ台信号所（現・みずほ台駅）間が複線化する。
- 1959年（昭和34年）4月1日：蒸気機関車の運転が終了する。
- 1960年（昭和35年）4月：南口が新設される。
- 1961年（昭和36年）10月：ホーム有効長を延長[4]。
- 1970年（昭和45年）3月1日：池袋寄りの橋上駅舎に移転する。
- 1986年（昭和61年）10月21日：貨物営業を全廃する。
- 1987年（昭和62年）8月25日：和光市 - 志木間複々線化[5]。帝都高速度交通営団（現・東京地下鉄）有楽町線開通により、相互直通運転を開始[5]する。
- 1995年（平成7年）8月：東武鉄道初の冷暖房付き待合室が設置される[6]。
- 1998年（平成10年）3月26日：特急が通過駅になる。
- 2000年（平成12年）2月25日：駅ビル「st.TOSCA」がオープン[7]。
- 2008年（平成20年）
  - 3月18日：発車メロディの使用を開始する。
  - 6月14日：新設された快速急行の停車駅となる。東京メトロ副都心線の開通により相互直通運転を開始する。
- 2013年（平成25年）3月16日：新設された快速の停車駅となる。
- 2020年（令和2年）
  - 2月15日：4番線でホームドアの使用を開始[8]。
  - 3月21日：3番線でホームドアの使用を開始[8]。
- 2021年（令和3年）
  - 2月20日：1番線でホームドアの使用を開始[9]。
  - 3月6日：2番線でホームドアの使用を開始[9]。
- 2023年（令和5年） 3月18日：ダイヤ改正により快速が廃止となり、快速急行の停車駅から外れる。

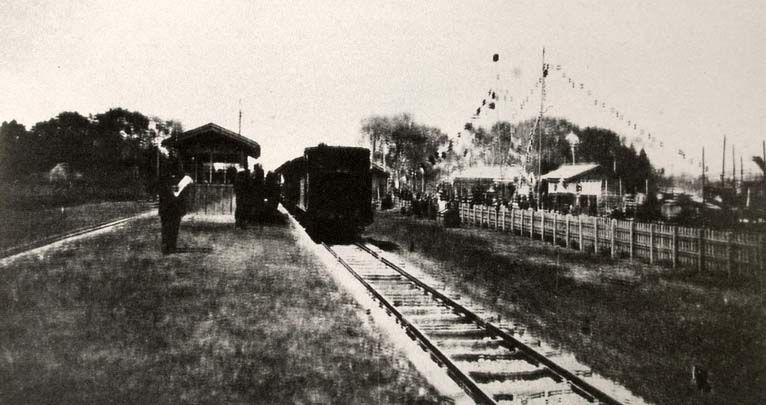
志木駅開通式（1914年）

### 駅名の由来
開業当時の所在地の自治体名である志木町に由来する。廻船商人井下田慶十郎や沿線の有力者が駅誘致を働きかけたことにより当初計画が変更され志木町を経由する経路で敷設される。改札口は志木側（北口、現在の東口）にのみ設けられ「志木駅」と命名された。
1960年、新座町に立教高校が移転したことに合わせ新座側に南口が新設される。1970年3月に駅舎は池袋寄りの橋上駅に移設し所在地が足立町（志木町と宗岡村が合併して成立した）から新座町に変わったため新座町の住民より新座駅への改称を要望されたことがある。

## 駅構造
島式ホーム2面4線を有する地上駅で、橋上駅舎を有する。出口は南口と東口の2か所。
上下線とも速達列車との接続が可能。2・3番線は当駅発着の列車、および緩急接続・通過待ちを行う列車が使用するほか、下り普通列車は当駅発車後に本線へ戻るため、通過待ちを行わない電車でも2番線を使用する（当駅で通過待ちを行わない上り普通列車は、緩行線へ入るため3番線を使用する）。また2016年3月26日より副都心線直通（森林公園駅 - 渋谷駅・横浜駅・元町・中華街駅間）の急行（一部快速急行）運転が開始された。本来普通以外は1・4番線を使用するが、1・4番線は和光市駅で接続する準急電車が使用するため、副都心線直通かつ急行や快速急行は2・3番線を使用する。これは当駅の他に和光市駅・朝霞駅・朝霞台駅でも同様。なお朝霞駅には快速急行以上の種別は停まらないので2・3番線を通過する。
東上線は和光市 - 当駅間が複々線で、当駅より下り方は複線。ラッシュ時を中心に当駅と池袋駅または有楽町線・副都心線を結ぶ普通列車が設定されている。なお、副都心線（東急東横線・みなとみらい線）からの8両編成の列車は当駅で折り返す。
駅ホームと改札内2階を結ぶエレベーターが上下ホームに各1基ずつ設置されている。エスカレーターは上下線とも池袋方階段に併設されている。
川越方の志木市域には4線の引き上げ線が上下線に挟まれる形で設けられ、構内にもホームに並行して2線の電留線がある。ホームに並行する2線の電留線は、南西側2本の引き上げ線を用いることで出入庫が可能。
複々線化以前は引き上げ線は1線のみであったが、有楽町線の乗り入れに伴い、4線に増設している。また、それまでは上下線も引き上げ線の北側（現在の上り線の位置）に位置していたが、引き上げ線の増設に合わせて下り線を南側に切り替えている。
駅構内には、かつて改札前に東上線定期券売り場があったが、階下の南口に移転した。改札外コンコースにはかつて京阪グループであるジューサーバーの首都圏第1号店が出店していた。
商業施設として、改札外コンコースに「エキア (EQUIA) 志木」がある。東口方向はかつて「st.TOSCA」だったが、2017年6月に「エキア (EQUIA) 志木」としてリニューアルオープンした。
東武川越駅管区傘下の駅長配置駅で、柳瀬川駅を管理する。
2020年度より順次ホームドアが設置された。これらは国土交通省の他、駅がある志木市及び新座市の双方から補助金を受け取って設置されたものである。

### のりば
| 番線 | 路線   | 方向 | 行先     |
| ---- | ------ | ---- | -------- |
| 1・2 | 東上線 | 下り | 川越方面 |
| 3・4 | 東上線 | 上り | 池袋方面 |

- 2023年3月18日ダイヤ改正で快速急行は当駅通過、1駅手前の朝霞台駅停車となった。但し、地下鉄線直通の快速急行はポイントを渡るため、低速度の通過となる。また日中時間帯の普通が毎時1本当駅発着で復活したほか[注釈 1]、上りの当駅始発の準急が土曜・休日ダイヤに午前中2本、また東急線との相互直通運転時以降になかった土曜・休日ダイヤにおける当駅発着の地下鉄線直通列車が少数ながら初めて設定された。

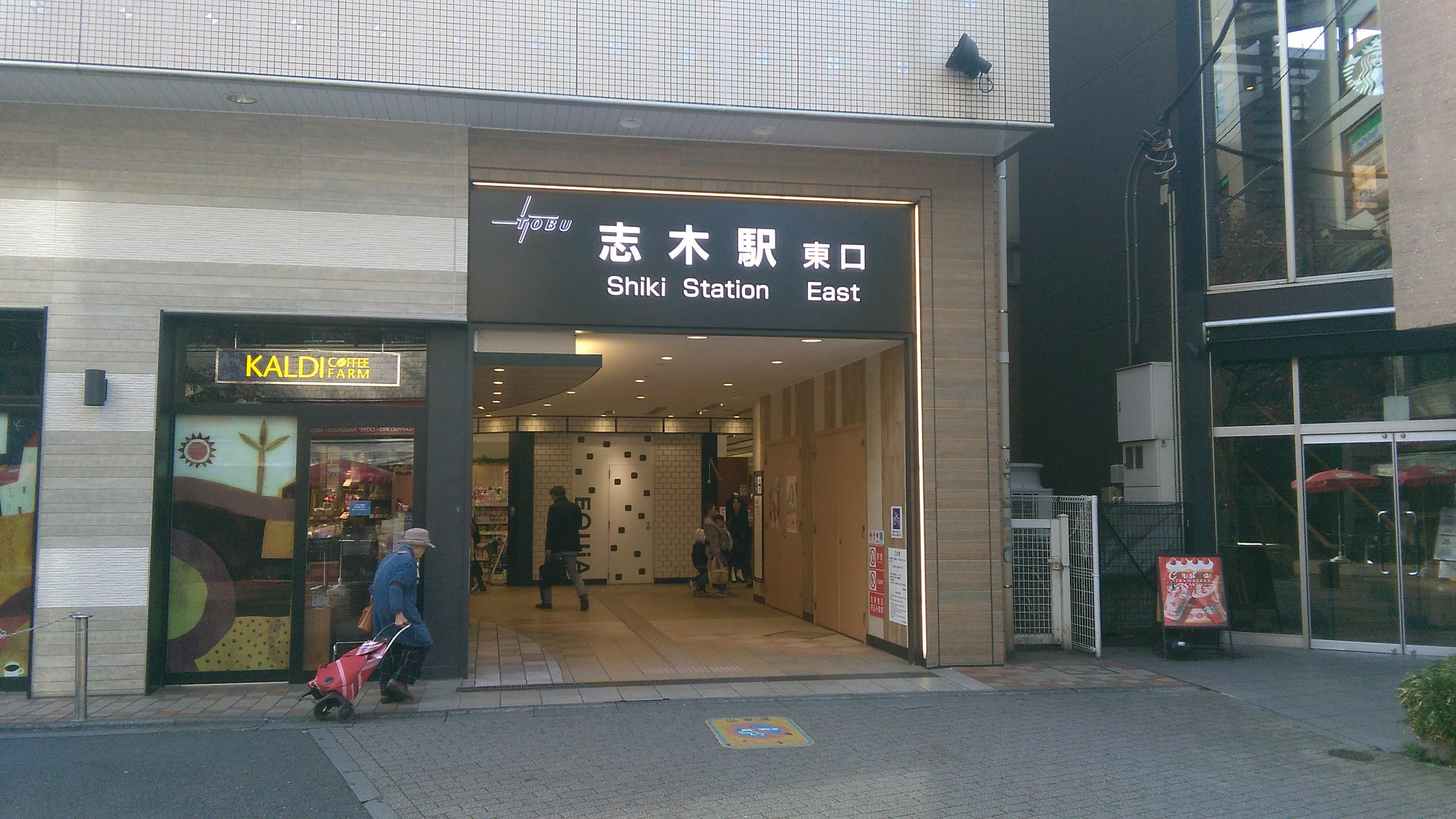
東口外観（2018年11月）
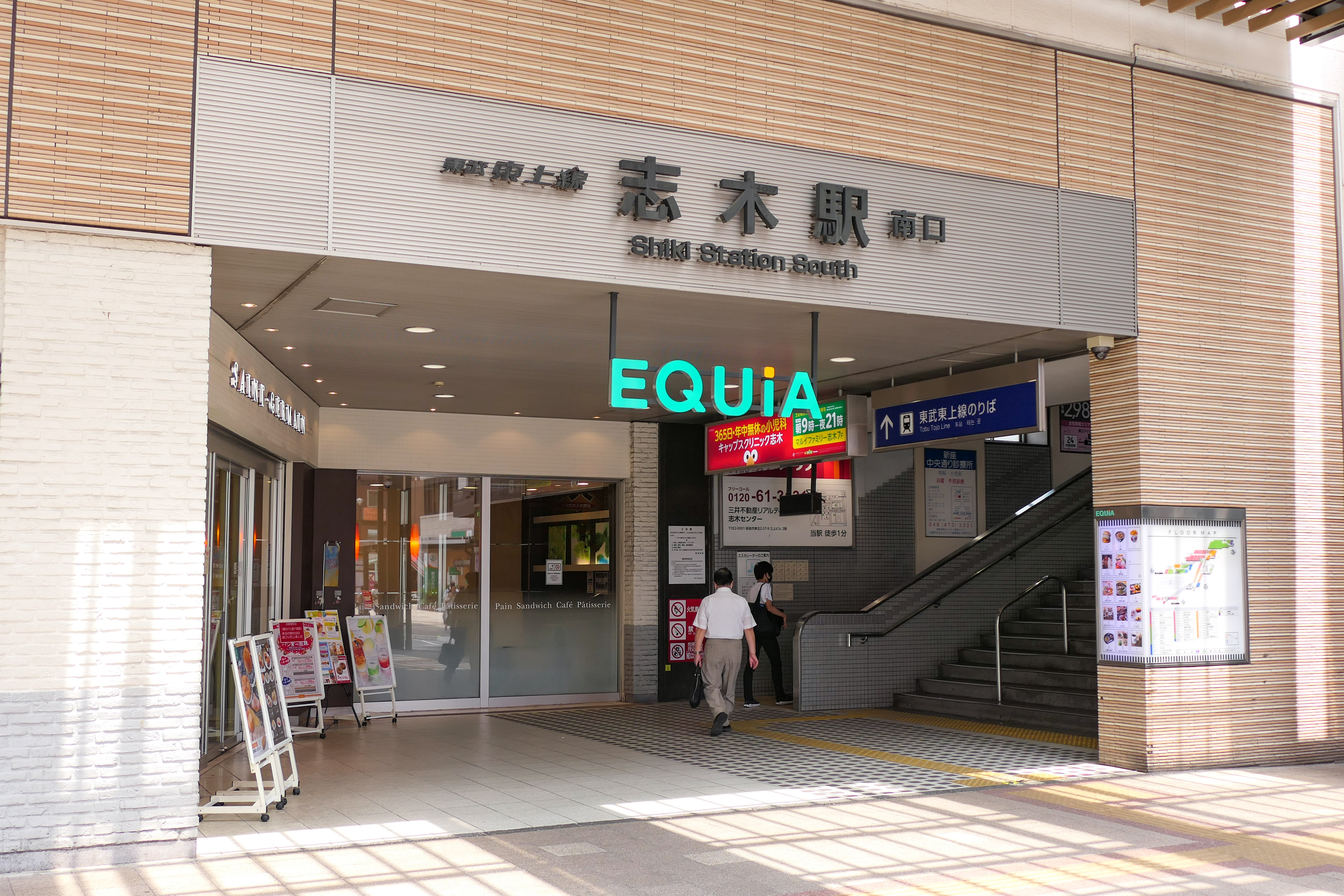
南口外観（2021年7月）
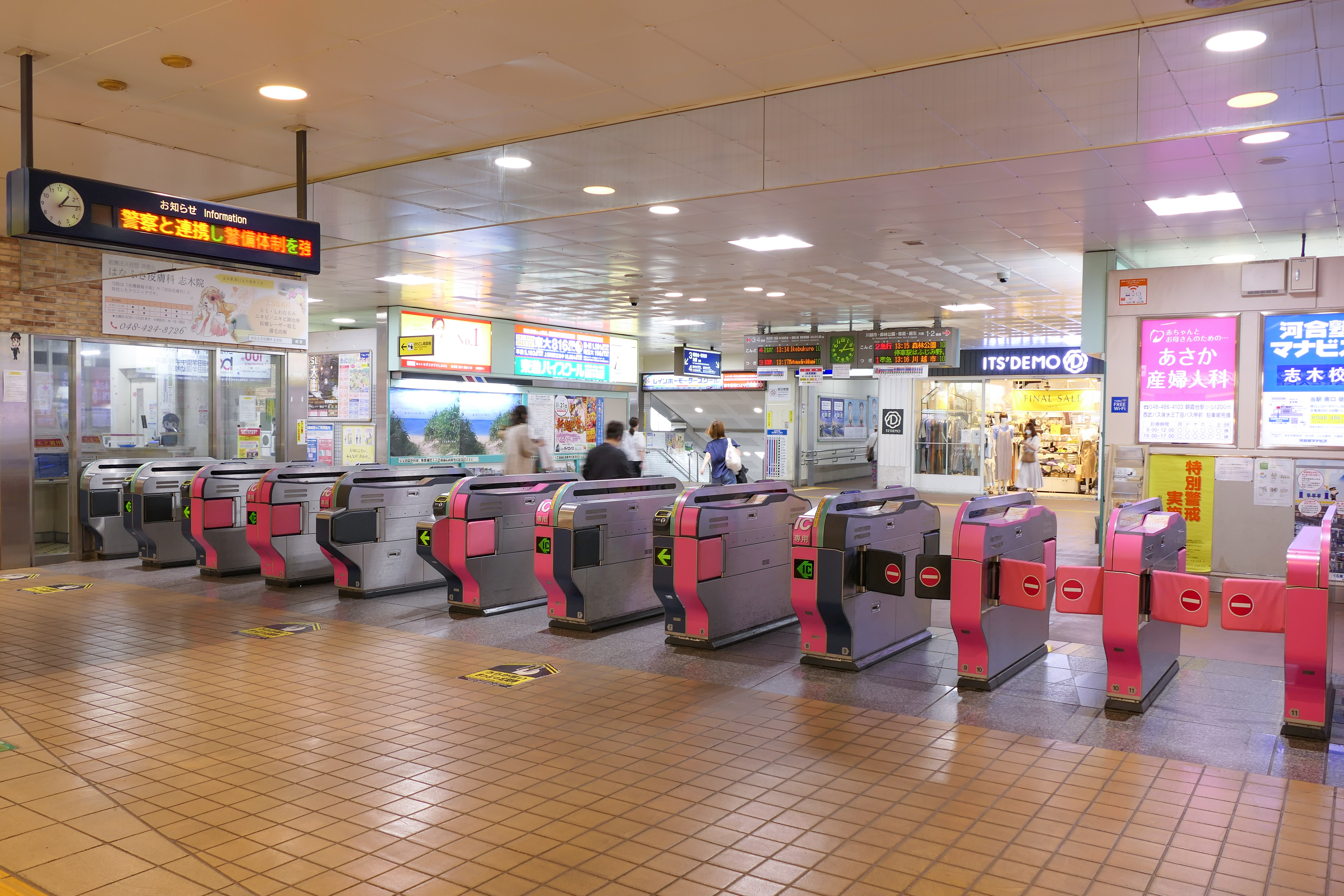
改札口（2021年7月）
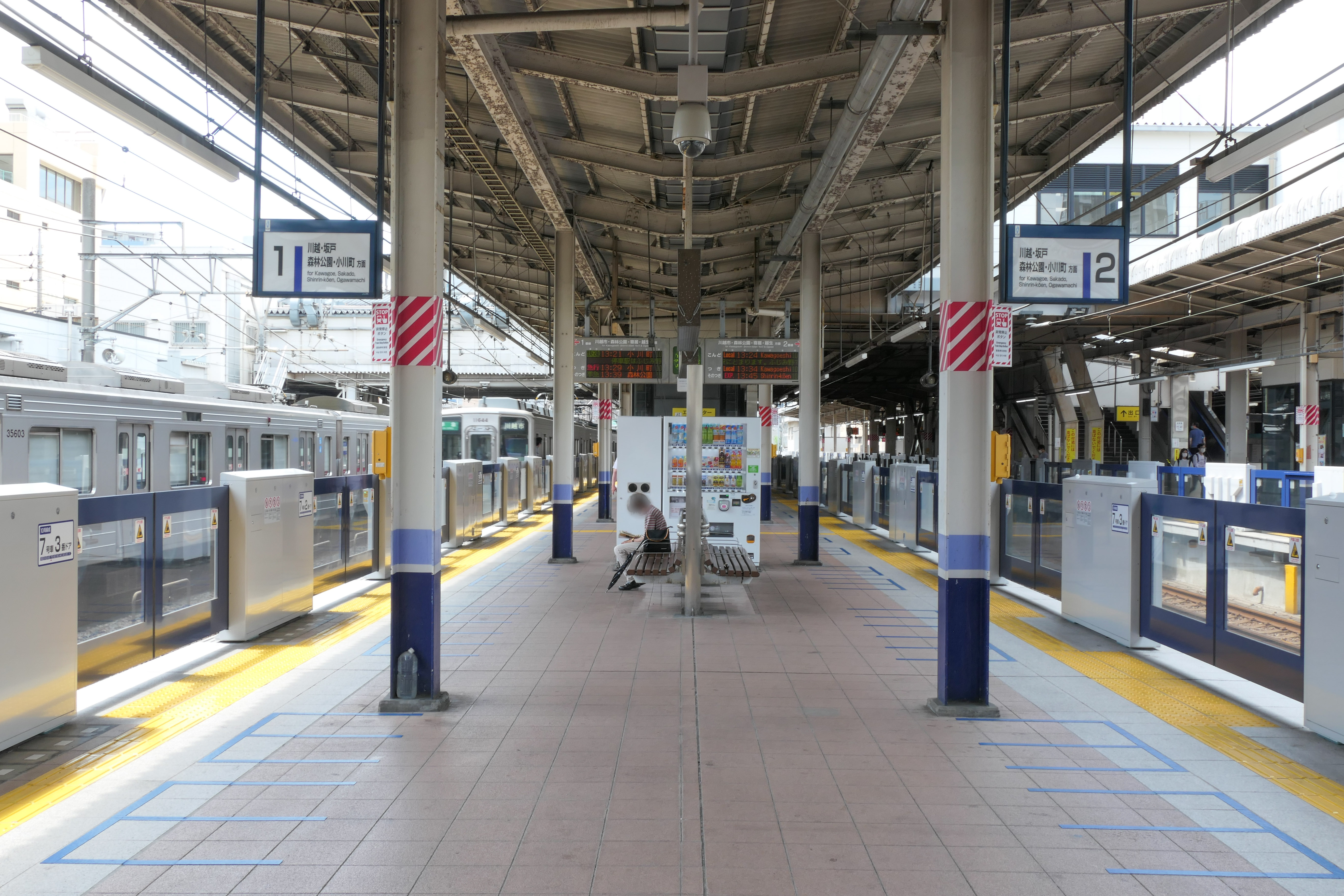
1・2番線ホーム（2021年7月）
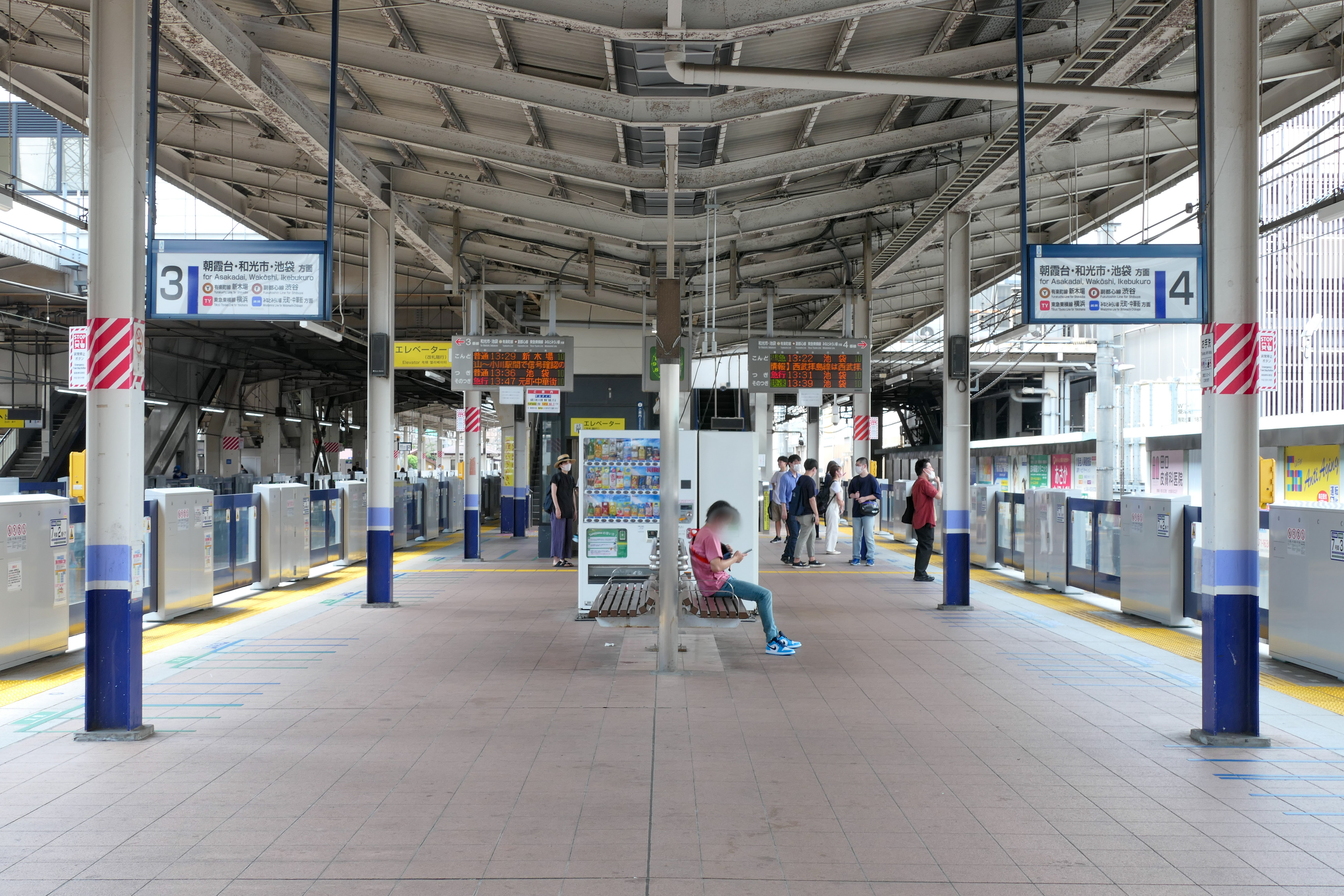
3・4番線ホーム（2021年7月）

### 駅構内商業施設 （EQUiA）
出店店舗の一覧・詳細情報はEQUiA公式サイトを参照。

## 利用状況
2024年度の1日平均乗降人員は95,860人である。東上線では池袋駅、和光市駅（有楽町線・副都心線への直通・乗換客含む）、朝霞台駅、川越駅に次ぐ第5位である。東武鉄道全駅中、他線への乗り換えがない単独駅としては乗降人員が最も多い。また、他路線と接続や連絡輸送をしない私鉄の駅では本厚木駅（小田急小田原線）、東陽町駅（東京メトロ東西線）、青葉台駅（東急田園都市線）に次いで日本で４番目に多い。
近年の1日平均乗降・乗車人員は下表のとおりである。
| 年度               | 1日平均 乗降人員 | 1日平均 乗車人員 | 出典       |
| ------------------ | ---------------- | ---------------- | ---------- |
| 1978年（昭和53年） | 86,944           |                  |            |
| 1990年（平成02年） | 98,986           | 50,064           |            |
| 1991年（平成03年） | 102,055          | 51,500           |            |
| 1992年（平成04年） | 103,115          | 51,915           |            |
| 1993年（平成05年） | 102,238          | 51,387           |            |
| 1994年（平成06年） | 100,195          | 50,086           |            |
| 1995年（平成07年） | 98,401           | 49,711           |            |
| 1996年（平成08年） | 96,795           | 48,994           |            |
| 1997年（平成09年） | 95,142           | 48,153           |            |
| 1998年（平成10年） | 93,173           | 46,970           |            |
| 1999年（平成11年） | 92,064           | 46,524           | [ * 1 ]    |
| 2000年（平成12年） | 94,336           | 47,930           | [ * 2 ]    |
| 2001年（平成13年） | 95,862           | 48,339           | [ * 3 ]    |
| 2002年（平成14年） | 96,427           | 48,486           | [ * 4 ]    |
| 2003年（平成15年） | 96,501           | 48,460           | [ * 5 ]    |
| 2004年（平成16年） | 95,413           | 47,857           | [ * 6 ]    |
| 2005年（平成17年） | 94,714           | 47,399           | [ * 7 ]    |
| 2006年（平成18年） | 95,850           | 47,995           | [ * 8 ]    |
| 2007年（平成19年） | 97,708           | 48,940           | [ * 9 ]    |
| 2008年（平成20年） | 99,547           | 49,827           | [ * 10 ]   |
| 2009年（平成21年） | 100,126          | 50,098           | [ * 11 ]   |
| 2010年（平成22年） | 99,752           | 49,848           | [ * 12 ]   |
| 2011年（平成23年） | 98,294           | 49,087           | [ * 13 ]   |
| 2012年（平成24年） | 100,401          | 50,138           | [ * 14 ]   |
| 2013年（平成25年） | 102,699          | 51,275           | [ * 15 ]   |
| 2014年（平成26年） | 102,131          | 50,958           | [ * 16 ]   |
| 2015年（平成27年） | 103,074          | 51,412           | [ * 17 ]   |
| 2016年（平成28年） | 103,779          | 51,820           | [ * 18 ]   |
| 2017年（平成29年） | 105,247          | 52,552           | [ * 19 ]   |
| 2018年（平成30年） | 105,694          | 52,768           | [ * 20 ]   |
| 2019年（令和元年） | 104,698          | 52,290           | [ * 21 ]   |
| 2020年（令和02年） | 77,230           | 38,595           | [ * 22 ]   |
| 2021年（令和03年） | 83,802           | 48.581           | [ 東武 3 ] |
| 2022年（令和04年） | 90,290           | 45,116           | [ 東武 4 ] |
| 2023年（令和05年） | 93,798           | 46,834           | [ 東武 5 ] |
| 2024年（令和06年） | 95,860           | 47,839           | [ 東武 1 ] |

## 駅周辺
当駅は志木市・新座市に隣接する。駅舎の大半は新座市にあり東口の一部が志木市である。
駅周辺の主な道路は埼玉県道36号保谷志木線「慶應通り」や埼玉県道40号さいたま東村山線「志木街道」、駅東口と埼玉県道36号保谷志木線とを結ぶ埼玉県道244号志木停車場線がある。
隣接市は文教都市であり、駅南口に立教大学新座キャンパスや立教新座中学校・高等学校、東口に慶應義塾志木高等学校がある。
古くから急行列車の停車駅であり、駅周辺の商業化が進んだ。かつての駅北口にはららぽーと志木や、ダイエー志木店があったがいずれも閉店し、跡地に分譲マンションが建設された。駅周辺の大型駐輪施設は南口側にある。
東口には「マルイファミリー志木」があり、南口にはかつて「にいざ・ほっとぷらざ（新座市生涯学習センター・男女共同参画推進プラザ）」があった。
- フォーシーズンズ志木
  - マルイファミリー志木
- イオン新座店（2024年2月29日をもって一時閉店[15]
- TAIRAYA志木店
- 東横INN志木駅東口
- オーケー 新座北野店
- マルエツ 志木幸町店
- デイリーホテル 志木店

公的施設・郵便局・病院
- 志木市役所 駅前出張所
- 新座市役所 東北出張所
- 志木郵便局
- 志木駅前郵便局
- 新座志木中央総合病院

## 路線バス
東口バスターミナルは志木市本町五丁目に位置する。駅コンコース2階から続くペデストリアンデッキの先の地上階にあり、マルイファミリー志木など志木市の駅前商業施設群と一体化している。改札からは駅ビル・ペデストリアンデッキを抜けて3分程度かかる。南口バス乗り場は駅前ロータリーにある。なお、国際興業バスの定期券は近隣のららぽーと志木で発売していたが、2005年3月31日に閉所した。閉所後は西浦和営業所で取り扱っている。

### 東口
一般路線バス（志木駅東口停留所）
| のりば | 運行事業者                         | 系統・行先                                                                              | 備考                     |
| ------ | ---------------------------------- | --------------------------------------------------------------------------------------- | ------------------------ |
| 1      | 国際興業バス（西浦和営業所）       | - 朝11：朝霞駅南口 - 志04-3：志木の杜 - 志05-2：下宗岡三丁目                            | - 志05-2：深夜バス       |
| 1      | 東武バスウエスト（新座営業事務所） | - 志23：朝霞駅東口 - 志24：新座車庫                                                     | - 志24：土休日に１本のみ |
| 2      | 東武バスウエスト（新座営業事務所） | - 志21：下南畑・富士見高校 - 志25：ららぽーと富士見                                     |                          |
| 3      | 国際興業バス（西浦和営業所）       | - 志01：浦和駅西口 - 志01-2：西浦和車庫 - 志05：宗岡循環（宗岡回り） - 志80：宗岡小学校 |                          |
| 4      | 国際興業バス（西浦和営業所）       | - 志03-3：南与野駅西口 - 志05：宗岡循環（宿回り） - 志05-3：中宗岡                      |                          |

高速バスのりば（国際興業バス志木駅入口停留所）
- 平成エンタープライズ
  - VIPライナー：京都・大阪梅田・なんば方面

### 南口
一般路線バス（志木駅南口停留所）
| のりば | 運行事業者                                                    | 系統・行先 | 備考                 |
| ------ | ------------------------------------------------------------- | --- | -------------------- |
| 1      | 西武バス（新座営業所）                                        | - 志32：跡見女子大 - 志34：新座営業所 - 志35：新座駅南口 - ひばり73：ひばりヶ丘駅北口 - 朝21・朝24：朝霞台駅 - 志09-2：凸版印刷 | - 志35：平日のみ運行 |
| 2      | 東武バスウエスト（新座営業事務所）                            | - 朝04：朝霞駅東口 - 朝04・志26：新座車庫                                                                                       |                      |
| 2      | 東武バスウエスト（新座営業事務所） 東京空港交通               | 空港連絡バス：成田空港 | 共同運行             |
| 2      | 東武バスウエスト（新座営業事務所） 京浜急行バス（羽田営業所） | 空港連絡バス：羽田空港 | 共同運行             |
| 3      | 西武バス（新座営業所）                                        | - 清61・清62：清瀬駅北口 - 志33：新座営業所 - 志33-1：新座駅南口                                                                |                      |
| 3      | 西武バス（所沢営業所）                                        | 所52：所沢駅東口 |                      |
| 4      | 東武バスウエスト（新座営業事務所） 西武バス（新座営業所）     | 志31：新座団地 | 共同運行             |

コミュニティバスのりば
- にいバス（新座市コミュニティバス・東武バスウエスト（新座営業事務所）受託）
  - 志木コース：新座団地経由 新座市役所（左回り）
  - 志木コース：北野中央経由 新座市役所（右回り）

立教大学乗降場所
- 西武総合企画
  - 立教新座キャンパス（直通）
  - 富士見総合グラウンド（直通）

降車専用
- 国際興業バス（池袋営業所）
  - ミッドナイトアロー朝霞台・新座：池袋駅西口 → 志木駅南口 → 新座駅南口
- 東武バスウエスト（新座営業事務所）
  - ミッドナイトアロー川越：池袋駅西口 → 志木駅南口 → 本川越駅

## 隣の駅
東武鉄道
 東上本線
■TJライナー・■川越特急・■快速急行
通過
■急行
朝霞台駅 (TJ 13) - 志木駅 (TJ 14) - ふじみ野駅 (TJ 18)
■準急・□普通
朝霞台駅 (TJ 13) - 志木駅 (TJ 14) - 柳瀬川駅 (TJ 15)